# Dammen vid Kåperyd
Dammen vid Kåperyd är en sjö i Jönköpings kommun i Småland och ingår i Motala ströms huvudavrinningsområde. Sjöns area är 0,108 kvadratkilometer och den är belägen 230 meter över havet.